# Pável Maksutov

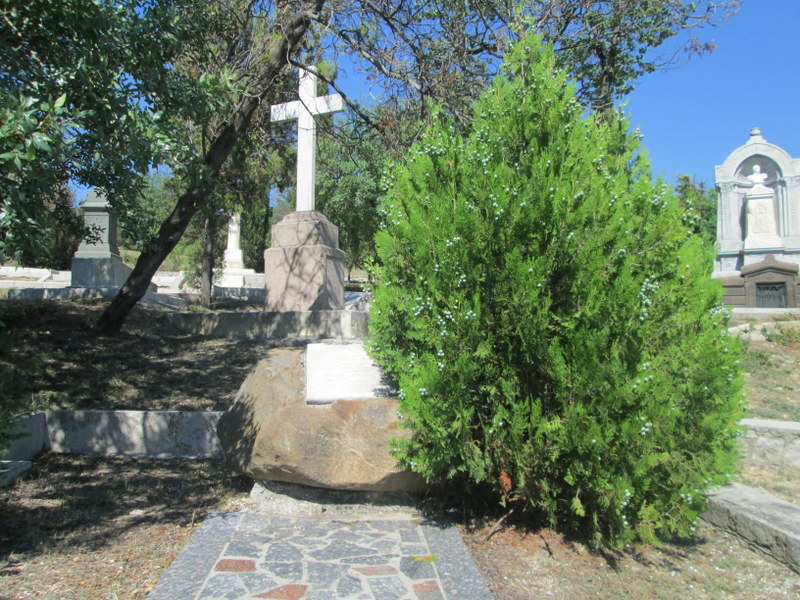
Vista de la Sepultura de Pável Maksutov.

Pável Petrovich Maksutov (en ruso: Максутов, Павел Петрович; 25 de abril de 1825 - 2 de mayo de 1882) fue un contraalmirante de la Marina Imperial Rusa, príncipe, héroe de la Guerra de Crimea y 15.º gobernador de Taganrog.
Pável Maksutov nació en Penza en el seno de una familia noble rusa, hijo de Pyotr Ivanovich Maksutov. Sus hermanos y hermanas eran: Nikolay, Alexander (teniente, gravemente herido el 24 de agosto de 1854 durante el sitio de Petropavlovsk-Kamchatsky, murió el 10 de septiembre del mismo año), Yekaterina, Dmitri (contraalmirante, el último gobernador de Alaska), Pyotr y Georgy.
Ingresó en el Cuerpo Naval de Cadetes en San Petersburgo el 16 de marzo de 1838, fue promovido al rango de reefer en enero de 1840. En 1840-1841 navegó en el mar Báltico en las fragatas Alexander Nevsky y Kastor. El 1 de enero de 1841 fue promovido al rango de guardiamarina. En 1842-1846 sirvió en varios barcos en el mar Báltico, y a principios de 1847 fue transferido a la Flota del Mar Negro.
En 1847-1848 participó en operaciones de desembarco en las cercanías de Abjasia, el 11 de abril de 1848 fue promovido al rango de teniente por acciones militares contra montañeros durante la Guerra del Cáucaso. En 1849-1850 sirvió en el bergantín "Theseus", navegó desde Odessa a Constantinopla y más lejos en el mar Egeo. De vuelta en el mar Negro, en 1851-1852 sirvió en el crucero de batalla Tri Sviatitelia y en el bergantín "Andromache".
Durante la Guerra de Crimea, Maksutov sirvió como oficial de bandera por el contraalmirante Fyodor Mikhailovich Novosilsky y participó en la batalla de Sinope a bordo del crucero de batalla París. Por los 349 días del sitio de Sebastopol (1854) le fue concedida la Orden de San Vladimir de 4.ª clase con cinta, también fue promovido al rango de teniente-capitán y después del fin de la guerra recibió dos Órdenes de Santa Ana de 2.ª y 3.ª clases.
1863-1876, Pável Maksutov sirvió como gobernador de Berdyansk y comandante del puerto marino de Berdyansk.
En abril de 1878 fue promovido al rango de mayor general de la flota (el 22 de enero de 1879, renombrado "contraalmirante") y sirvió como Gobernador de Taganrog en 1876-1882, donde se hizo infame después de ser implicado en el llamado Affair Valliano. Esto empeoró su estado de salud y precipitó su muerte. Murió el 2 de mayo de 1882 en Taganrog y fue enterrado en Sebastopol.

## Honores
- Orden de San Vladimir, 4.ª clase (1853)
- Orden de Santa Ana, 3.ª clase (1854), 2.ª clase (1855)
- Espada Dorada por Valentía (1855)